# Список послів Німеччини в Перу
Надзвичайний та Повноважний Посол Федеративної Республіки Німеччина в Перу є офіційним представником Федеративної Республіки Німеччина при Республіці Перу.
Перу офіційно встановив двосторонні відносини з попередниками сучасної Німеччини у 1828 році, серед них був Північнонімецький союз з яким було встановлено відносину у 1870 році (наступником якого згодом стала Німецька імперія) і з того часу підтримував дипломатичні відносини окрім тих випадків, коли Перу розірвало свої відносини: у жовтні 1917 року внаслідок Першої світової війни (зносини пізніше було відновлено у 1921 році) та під час Другої світової війни 26 січня 1942 року внаслідок оголошення війни Німецьким рейхом проти Сполучених Штатів.
Після Другої світової війни відносини були відновлені у 1951 році з Федеративною Республікою Німеччина. Після перуанського перевороту 1968 року та встановлення Революційного уряду Хуана Веласко Альварадо були також встановлені відносини з Німецькою Демократичною Республікою 28 грудня 1972 року.

## Список представників

### Німецький рейх (1871–1942)
| Ім'я                                                                            | Портрет | Початок терміну | Кінець терміну | Глава держави | Примітки                                            |
| ------------------------------------------------------------------------------- | ------- | --------------- | -------------- | ------------- | --------------------------------------------------- |
| Теодор фон Бунзен                                                               |         | 1871            | 1872           | Вільгельм I   | На посаді генерального консула.                     |
| Йоганнес Люрсен                                                                 |         | 1873            | 1879           | Вільгельм I   |                                                     |
| Антон фон Грамацькі                                                             |         | 1879            | 1882           | Вільгельм I   | Консул під час війни на Тихому океані .             |
| Герман Альберт Шумахер                                                          |         | 1882            | 1886           | Вільгельм I   |                                                     |
| Отто Зембш                                                                      |         | 1886            | 1901           | Вільгельм I   | Як міністр-резидент.                                |
| Ґустав Міхаеллес                                                                |         | 1901            | 1910           | Вільгельм II  |                                                     |
| Вільгельм фон Гакке                                                             |         | 1910            | 1914           | Вільгельм II  |                                                     |
| Вільфред фон Вітінггофф                                                         |         | 1914            | 1916           | Вільгельм II  |                                                     |
| Федеріко Перль                                                                  |         | 1916            | 1917           | Вільгельм II  | Останній представник перед Першою світовою війною . |
| (Дипломатичні відносини розірвані 8 жовтня 1917 р.; відновлені 7 січня 1921 р.) |         |                 |                |               |                                                     |
| Ганс Пауль фон Гумбольдт-Дахроден                                               |         | 1921            | 1924           | Фрідріх Еберт |                                                     |
| Генріх Роланд                                                                   |         | 1924            | 1934           | Фрідріх Еберт | Як міністр-резидент.                                |
| Ернст Шмітт                                                                     |         | 1934            | 1938           | Адольф Гітлер |                                                     |
| Віллі Небель                                                                    |         | 1938            | 1942           | Адольф Гітлер | Останній представник перед Другою світовою війною . |
| (Дипломатичні відносини розірвані 26 січня 1942 р.; відновлені в 1951 р.)       |         |                 |                |               |                                                     |

### Німецька Демократична Республіка (1972–1990)
| Ім'я           | Початок терміну | Кінець терміну | Глава держави | Примітки  |
| -------------- | --------------- | -------------- | ------------- | --------- |
| Едгар Фріс     | 1973            | 1975           | Еріх Гонекер  | Як посол. |
| Дітер Куліцка  | 1975            | 1975           | Еріх Гонекер  | Як посол. |
| Герхард Віттен | 1975            | 1980           | Еріх Гонекер  | Як посол. |
| Артур Хьольтге | 1980            | 1985           | Еріх Гонекер  | Як посол. |
| Клаус Гартманн | 1985            | 1990           | Еріх Гонекер  | Як посол. |

### Федеративна Республіка Німеччина (1952–тепер)
| Ім'я                 | Портрет | Початок терміну | Кінець терміну | Глава держави            | Примітки                                                                                          |
| -------------------- | ------- | --------------- | -------------- | ------------------------ | ------------------------------------------------------------------------------------------------- |
| Вільгельм Маккебен   |         | 1952            | 1955           | Теодор Гойсс             | Міністр, з 1953 посол.                                                                            |
| Йозеф Фішер          |         | 1955            | 1958           | Теодор Гойсс             | Як посол.                                                                                         |
| Вальтер Ціммерманн   |         | 1959            | 1961           | Гайнріх Любке            | Як посол.                                                                                         |
| Генріх Норте         |         | 1961            | 1967           | Гайнріх Любке            | Як посол.                                                                                         |
| Роберт фон Фёрстер   |         | 1967            | 1973           | Гайнріх Любке            | Як посол.                                                                                         |
| Норберт Бергер       |         | 1973            | 1978           | Густав Гайнеманн         | Як посол.                                                                                         |
| Ганс-Вернер Лек      |         | 1978            | 1982           | Вальтер Шель             | Як посол.                                                                                         |
| Ганс-Йоахім Гілле    |         | 1982            | 1986           | Карл Карстенс            | Як посол.                                                                                         |
| Йоханнес фон Вакано  |         | 1986            | 1991           | Ріхард фон Вайцзеккер    | Як посол.                                                                                         |
| Франц фон Ментцинген |         | 1991            | 1994           | Ріхард фон Вайцзеккер    | Як посол.                                                                                         |
| Геріберт Вёкель      |         | 1994            | 1997           | Ріхард фон Вайцзеккер    | Як посол. Був одним із заручників під час кризи пов'язаної із захопленням японського посольства . |
| Герберт Бейєр        |         | 1997            | 2002           | Роман Герцог             | Як посол.                                                                                         |
| Роланд Клісов        |         | 2002            | 2006           | Йоганнес Рау.            | Як посол.                                                                                         |
| Крістоф Мюллер       |         | 2006            | 2011           | Горст Кёлер              | Як посол.                                                                                         |
| Йоахім Шміллен       |         | 2011            | 2014           | Крістіан Вульф           | Як посол.                                                                                         |
| Йьорг Ранау          |         | 2014            | 2018           | Йоахім Гаук              | Як посол.                                                                                         |
| Штефан Герцберг      |         | 2018            | 2022           | Франк-Вальтер Штайнмаєр. | Як посол.                                                                                         |
| Забін Блох           |         | 2022            | Діючий         | Франк-Вальтер Штайнмаєр. | Як посол.                                                                                         |

## Дивіться також
- Список послів Перу в Німеччині
- Посольство Німеччини у Лімі